# Кларков тест са луткама различите боје
Тест са луткама различите боје осмислили су и крајем тридесетих година 20. века спровели Кенет Кларк и његова супруга Мејми као једну од техника у циљу истраживања расне идентификације и преференци код деце црнаца у САД. Сам тест као и резултати до којих су аутори у својим истраживањима дошли су постали опште познати након што је је њихов сажетак који је Кенет Кларк написао, 1954. године цитирао Врховни суд Сједињених Америчких Држава у фусноти 11 одлуке у случају Браун против Одбора за образовање.
Кенет и Мејми Кларк пошли су од претпоставке да је проблем расне свести директно повезан са развојем расних ставова код деце, због чега су субјекат у њиховим истраживањима била црна деца узраста од 3 до 7 година која су похађала обданишта и јавне школе у Сједињеним Америчким Државама. Тест са луткама различите боје обухватио је 253 детета, од којих је 134 тестирано у обдаништима и јавним школама само за црну децу (јужна група), а 119 у расно мешаним обдаништима и јавним школама (северна група). Осим тога, тестирана деца су такође била разврстана према узрасту (3, 4, 5, 6 и 7 година), полу (дечаци и девојчице) и боји коже (светла – готово бела, средња – светло до тамносмеђа и тамна – тамносмеђа до црна). Сва деца су тестирана појединачно у посебним учионицама или канцеларијама. Готово сва деца су позитивно реаговала на тестирање, сматрајући да се ради о некој врсти игре.
Сам тест подразумевао је да су деци биле понуђене четири лутке које су се разликовале само по боји коже. Две су лутке биле црне, са црном косом, а две беле, са плавом косом. Све лутке су постављене у исти положај, а на себи су имале само пелене. Половини испитиване деце лутке су постављене у следећем реду: бела, обојена, бела, обојена, а другој половини у обрнутом — обојена, бела, обојена, бела. Током експеримента од деце је тражено да одговоре на следеће захтеве избором једне од лутака коју треба да додају експериментатору:
1. Дај ми лутку са којом би се најрадије играо/ла - (а) која ти се највише свиђа
2. Дај ми лутку која је лепа лутка
3. Дај ми лутку која изгледа лоше/зло
4. Дај ми лутку која је лепе боје
5. Дај ми лутку која изгледа као бело дете
6. Дај ми лутку која изгледа као обојено дете
7. Дај ми лутку која изгледа као дете црнац ("Негро")
8. Дај ми лутку која изгледа као ти

Захтеви од 1 до 4 били су намењени откривању преференција, захтеви од 5 до 7 је требало да укажу на познавање расних разлика, а захтев 8 на самоидентификацију.

## Резултати теста
У свом раду Кенет и Мејми Кларк одвојено су приказали и анализирали одговоре на питања везана за расне преференце, расну идентификацију и расну самоспознају. Осим тога, дали су и анализу како расне идентификације и самоспознаје, тако и расних преференци у односу на старост деце, њихову боју коже, као и разлике између северне и јужне групе. 
Резултати одговора на питања која су постављана да открију испитаниково знање о расним разликама показали су да највећи број деце исправно бира лутку одговарајуће боје коже (94% деце исправно бира белу лутку, 93% обојену лутку, а 72% исправно бира обојену лутку када их испитивач упита да покажу на “Негро" лутку). Добијени резултати указују да деца заправо имају јасно развијену свест о расним разликама.
Одговори на питање које треба да укаже на развијену способност расне самоспознаје показали су да се 66% деце идентификовало са обојеном лутком, а чак 33% са белом лутком. Упоређивањем резултата одговора на питања која говоре о расној идентификацији са резултатима одговора на питање везано за познавање расне самоспознаје види се да деца која имају развијено знање о расној идентификацији немају увек развијено знање о расној самоспознаји, судећи по томе да отприлике 9 од 10 испитаника јасно зна да разликује расе, а да само нешто више од 6 од 10 испитаника зна да идентификује којој од наведених раса припада.
Што се тиче разлика везаних са старошћу испитиване деце, сагледавањем резултата одговора на питања везана за познавање расних разлика, аутори су уочили да у свим узрастима од 3. до 7. године деца имају изразито развијено знање о расној идентификацији, као и да се то знање развија из године у годину (од 77% тачних избора лутке одговарајуће боје у трећој, до 100% у седмој години). Такође, резултати одговора на питање о расној самоспознаји указује на развој самоспознаје са годинама. Тако се са обојеном лутком идентификује само 36% испитиване деце старости 3 године, а 87% испитиване деце старости 7 година.
Што се тиче разлика везаних за боју коже испитиване деце, резултати одговора на питања везана за расну идентификацију показала су да међу децом различите боје коже нема значајних разлика у одговорима, осим што су припаднци тамне групе константно давали тачније одговоре од припадника светлије или средње групе на питањима везаним за расну идентификацију. С друге стране, оно што је занимљиво је да се на питање о расној самоспознаји 20% припадника светле групе, 73% припадника средње групе и 81% припадника тамне групе тачно идентификовало са обојеном лутком. Ово указује на огромну разлику у изјашњавању светле групе у односу на средњу групу, а још већу светле у односу на тамну.
Између јужне и северне групе, односно деце која похађају посебна обданишта и школе за црнце на југу и деце која похађају мешана обданишта и школе на северу земље, нису забележене значајне разлике у погледу расне идентификације. Иако се разлике по питању самоспознаје нису показале као статистички значајне, ипак се примећује да се у северној групи нешто мање деце идентификује са обојеном лутком у односу на јужну (61% у северној, 69% у јужној). Аутори наводе да то може бити последица тога што је међу испитиваном децом у северној гупи било више оних који су према боји коже били сврстани у светле.
Резултати теста са луткама различите боје су јасно показали да испитивана црна деца узраста од 3 до 7 година преферирају белу лутку. Тако је око 2/3 испитиване деце као лутку са којом би се најрадије играло и лепу лутку изабрало белу лутку. Њихови одговори на питање која је лутка лоша/зла указују на то да преференца према белој лутки изазива негативно мишљење према обојеној лутки и да из тог разлога 57% испитаника каже да обојена лутка изгледа лоше/зло, а само 17% да бела лутка изгледа лоше/зло. На ово питање је 24% деце или није дало одговор или је рекло да не зна која је лутка лоша/зла.
Везано за расне преференце у различитим узрастима, резултати показују да у свим узрастима од 3. до 7. године деца преферирају белу лутку, а одбацују црну. Међутим, та тенденција се ипак постепено смањује од 4. до 7. године.
Што се тиче разлика везаних за боју коже испитиване деце резултати одговора на питања везана за расну преференцу су показали да постоји тенденција да, без обзира на боју коже, већина испитиване деце, преферира белу лутку, а обојену сматра за лошу/злу. Ова тенденција је најизраженија код деце из светле групе, а најмање изражена код деце из тамне групе.
За разлику од расне идентификације и самоспознаје где нису забележене евидентне разлике између јужне и северне групе, добијени резултати одговора на питања о расној преференци указују да деца у јужној групи мање изражавају преференцу према белој лутки у поређењу са дефинитивним преферирањем беле лутке од стране испитиване деце из северне групе. Посебно значајно виши проценат деце из северне групе у односу на јужну да обојена лутка изгледа лоше/зло (71% у северној у односу на 49% у јужној групи).
Резултати истраживања Кенета Кларка и његове супруге Мејми Фипс Кларк јасно су указала на проблем постојања стереотипа везаних за боју коже у америчком друштву. Својим даљим ангажовањем у области социјалне прихолгије и образовања они су радили на њиховом превазилажењу чиме су дали изузетно значајан допринос решавању проблема расне дискриминације у Сједињеним Америчким Државама у другој половини 20. века.